# Bikingman Brazil
O Bikingman Brazil é um competição de Ultraciclismo realizada anualmente, com as edições de 2021 em diante sendo realizadas na região ao redor do Vale do Paraíba, localizada nos estados de São Paulo, Rio de Janeiro e Minas Gerais. Os trajetos são mistos, auto-suficiente e possuem distâncias e altimetrias cumulativas acima de 1000 km e 19.000m respectivamente, e tempo de corte em 120 horas de duração. O evento é muitas vezes tido como sendo um "campeonato mundial de ultra-ciclismo auto-suficiente", apesar de tal denominação ser informal.
Alguns de seus finalistas incluem ultraciclistas consagrados, como Axel Carion, Marcelo Mixirica, Fernando Zogaib, Juliano Gehrke, e Victória de Sá.

### Resultados[6]
| Ano  | Participantes | Finalistas | Primeiro (Geral)                  | Segundo (Geral)         | Terceiro (Geral)                          | Primeiro (Fem.)                 | Segundo (Fem.)                   | Terceiro (Fem.)                           |
| ---- | ------------- | ---------- | --------------------------------- | ----------------------- | ----------------------------------------- | ------------------------------- | -------------------------------- | ----------------------------------------- |
| 2021 | 66            | 31         | Fernando Zogaib (66h02m)          | Juliano Gehrke (66h42m) | Leandro Carlos da Silva Oliveira (79h46m) | Victória de Sá (88h08m)         | Jessica Ropcke (115h47m)         | n/a                                       |
| 2022 | 72            | 23         | Davi Alves do Nascimento (75h04m) | Juliano Gehrke (81h56m) | Victória de Sá (87h18m)                   | Victória de Sá (87h18m)         | Raquel Farcioli Parizi (131h45m) | n/a                                       |
| 2023 | 68            | 50         | André Froes (60h00m)              | Juliano Gehrke (67h00m) | Julian Manrique (74h03m)                  | Raquel Farcioli Parizi (92h45m) | Jessica Ropcke (108h36m)         | Laura Tovar (109h00m)                     |
| 2024 | 89            | 66         | André Froes (58h07m)              | Joab Marques (62h15m)   | Juliano Gehrke (62h55m)                   | Laura Torres Marques (107h31m)  | Helena Carvalho Coelho (114h47m) | Eliana Moreira Ribeiro Tamietti (119h14m) |